# Chùa Vĩnh Nghiêm (Thành phố Hồ Chí Minh)
Chùa Vĩnh Nghiêm (chữ Hán: 永嚴寺) là một danh lam, hiện tọa lạc tại số 339 Nam Kỳ Khởi Nghĩa (gần cầu Công Lý), thuộc phường Xuân Hoà, Thành phố Hồ Chí Minh, Việt Nam.

## Lịch sử

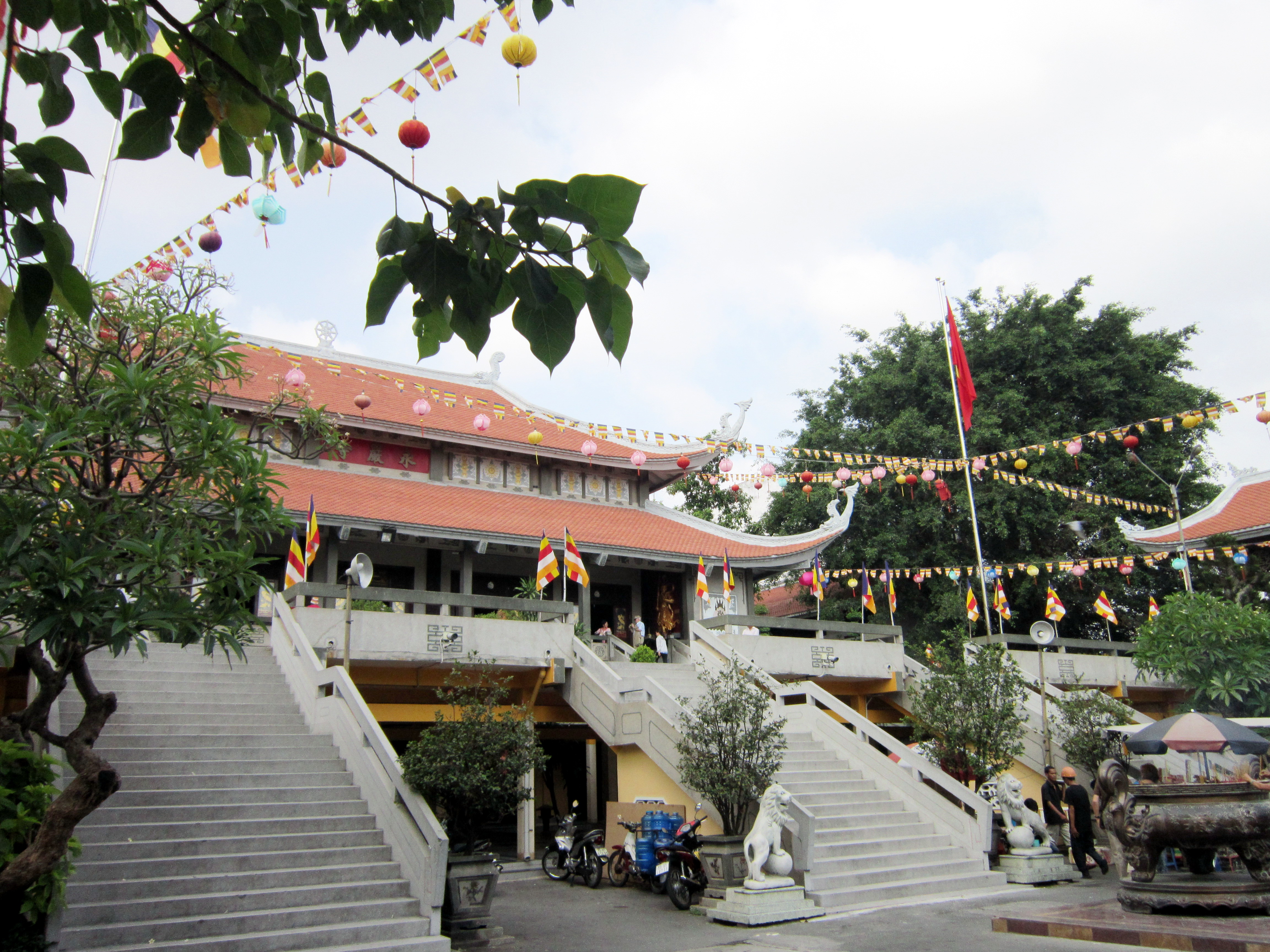
Chùa Vĩnh Nghiêm

Từ miền Bắc, hai Hòa thượng là Thích Tâm Giác và Thích Thanh Kiểm vào miền Nam truyền bá đạo Phật, và sau đó đã cho xây dựng chùa Vĩnh Nghiêm. Họ lấy nguyên mẫu thiết kế từ một ngôi chùa gỗ cùng tên ở làng Đức La, xã Trí Yên, huyện Yên Dũng, tỉnh Bắc Giang; kiến lập từ đời vua Lý Thái Tổ, vốn là trung tâm truyền bá Phật giáo của Thiền phái Trúc Lâm.
Người vẽ kiểu cho công trình là kiến trúc sư Nguyễn Bá Lăng, có sự cộng tác của các ông Lê Tấn Chuyên và Cổ Văn Hậu…
Chùa được khởi công năm 1964 tại khu đất thấp nằm bên rạch Thị Nghè, và người ta phải chuyển khoảng 40.000 m³ đất từ xa lộ Biên Hòa về san lấp mặt bằng. Kinh phí xây dựng chùa khoảng 98 triệu đồng tiền lúc bấy giờ, với phần khuôn viên được cho là chính quyền VNCH cấp. Năm 1971, chùa Vĩnh Nghiêm cơ bản hoàn thành với các hạng mục, gồm tòa nhà trung tâm (tầng trên có ngôi Phật điện), Bảo tháp Quán Thế Âm, cơ sở dành cho hoạt động xã hội. Về sau, chùa lần lượt xây thêm các công trình khác, như Bảo tháp Xá Lợi Cộng đồng, Tháp đá Vĩnh Nghiêm, Phương trượng đường, khách đường, v.v...
Riêng quả Đại hồng chung có tên là "Chuông Hòa bình" thì do chùa Entsu-in (Viên Thông viện), huyện Fukushima thuộc Giáo hội Phật giáo Nhật Bản cung tiến.
Lịch sử chùa Vĩnh nghiêm trong quá trình tu học và dẫn dắt giáo hội Phật giáo chùa Vĩnh nghiêm và tất cả giáo hội trong khu vực thành phố Hồ Chí Minh.

## Kiến trúc

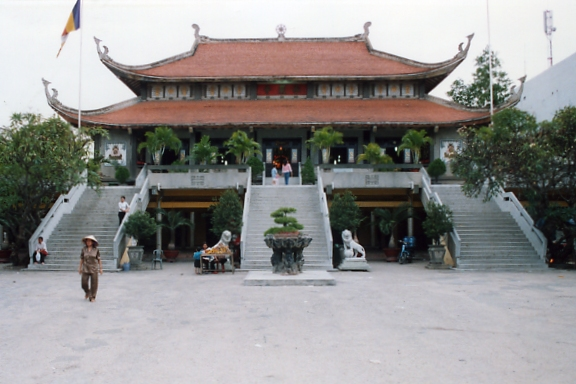
Chùa Vĩnh Nghiêm (chính diện)

Chùa tọa lạc trên một khuôn viên rộng thoáng, khoảng 6.000 m2, sát đường Nam Kỳ Khởi Nghĩa. Kiến trúc chùa theo lối cổ miền Bắc Việt Nam, nhưng bằng kỹ thuật và vật liệu xây dựng thời hiện đại. Đây là một trong số công trình tiêu biểu cho kiến trúc Phật giáo Việt Nam ở thế kỷ 20. Tổng thể kiến trúc gồm các hạng mục chính là Tam quan, tòa nhà trung tâm và các Bảo tháp.

### Tam quan
Đây là một công trình khá đồ sộ, kiến trúc theo kiểu truyền thống với mái ngói đỏ uốn cong. Năm 2005, do thành phố thực hiện dự án mở rộng đường Nam Kỳ Khởi Nghĩa, cổng Tam quan của chùa đã được di dời vào bên trong, đến vị trí hiện nay.

### Tòa nhà trung tâm
Tòa nhà trung tâm là một công trình kiên cố, rộng lớn, bao gồm một tầng lầu và một tầng trệt. Tầng trệt có hai phần: phần ngoài nằm bên dưới sân thượng, cao 3,20 m; phần trong nằm dưới Phật điện, cao 4,20 m. Tầng trệt được chia làm nhà thờ Tổ (bên trong có bàn thờ Bồ Đề Đạt Ma), giảng đường, văn phòng, thư viện (là một trong 3 thư viện của Thành hội Phật giáo Thành phố Hồ Chí Minh), phòng tăng, lớp học và phòng học (vì chùa là cơ sở của trường cơ bản Phật học), v.v...
Từ dưới sân có ba cầu thang rộng gồm 23 bậc, dẫn lên tầng trên bao gồm sân thượng, Phật điện và Tháp Quán Thế Âm.
Sân thượng rộng khoảng 10 mét. Phía tay phải có một gác chuông, treo một đại hồng chung (có đường kính 1,8 m; đúc năm 1971) do các Phật tử dòng Tào Động ở Nhật Bản tặng trước năm 1975, để cầu nguyện cho Việt Nam sớm hòa bình.

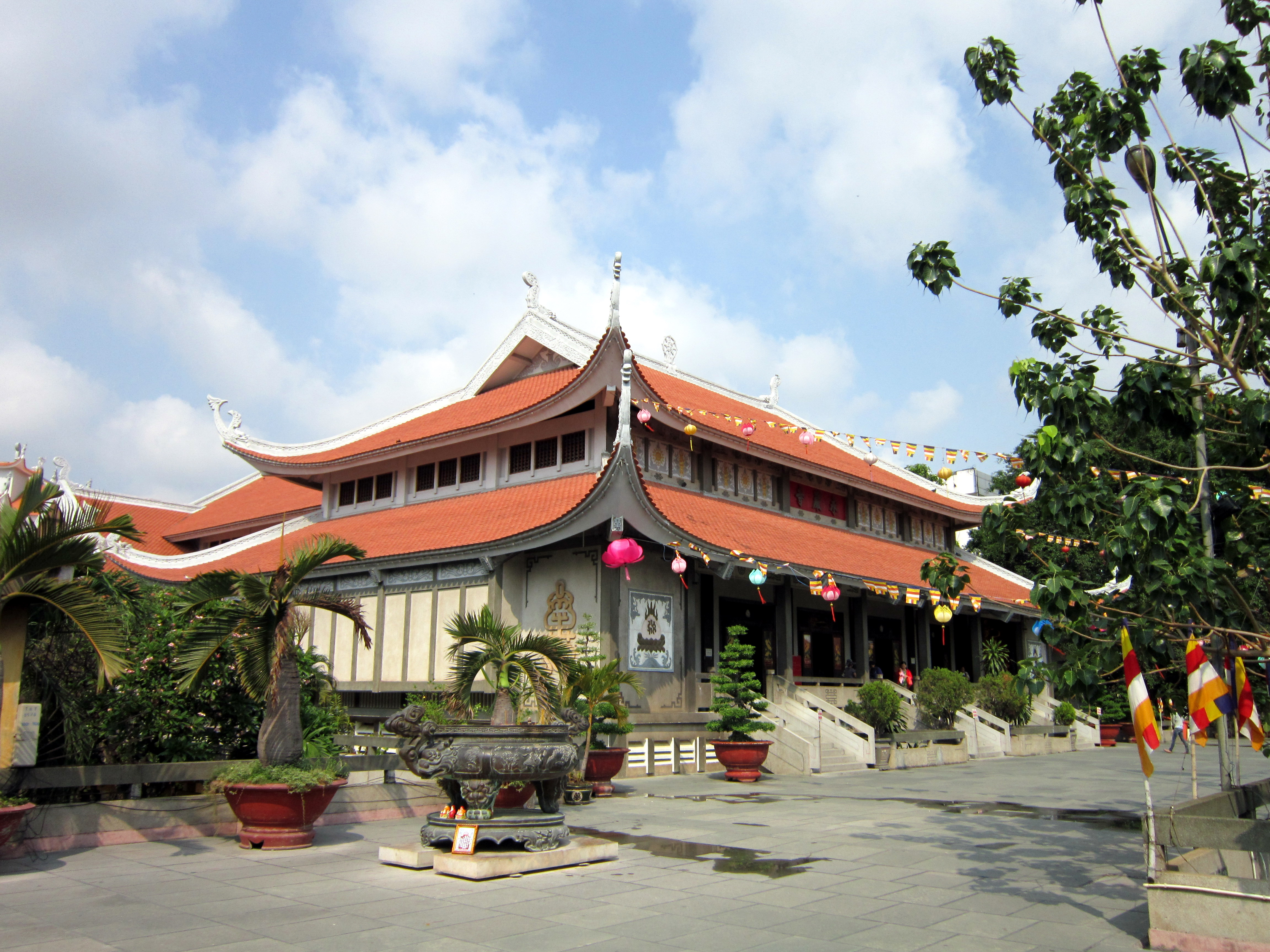
Phật điện chùa Vĩnh Nghiêm

Phật điện được kiến trúc theo kiểu chữ công (chữ Hán: 工). Các góc mái đều uốn cong theo kiểu chùa miền Bắc. Chính giữa đỉnh nóc có Bánh xe pháp luân và các góc có hình đầu phượng. Phật điện gồm ba phần: Bái Điện, Bản Điện và Địa Tạng Đường.
Bái điện dài 35 m, rộng 22 m và cao 15 m. Các cột, rui mè và mái ngói đều được đúc bằng bê tông cốt sắt. Chính giữa điện là bàn thờ Phật Thích Ca, hai bên có Bồ Tát Văn Thù (bên trái) và Bồ Tát Phổ Hiền (bên phải). Dọc theo tường ở khu vực này có các tranh La Hán. Những công trình chạm khắc gỗ ở đây có bao lam tứ linh, bao lam cửu long và đặc biệt là có các phù điêu trên các hương án chạm các ngôi chùa danh tiếng ở trong nước và một số nước châu Á. Ở hàng hiên hai bên lối vào, mỗi bên có một pho tượng Kim Cang khá lớn.
Bản Điện (thờ chính Phật A Di Đà được thờ chính) và Địa Tạng Đường (thờ chính Địa Tạng Bồ Tát) có kiểu kiến trúc tương tự Bái điện. 

### Các Bảo tháp

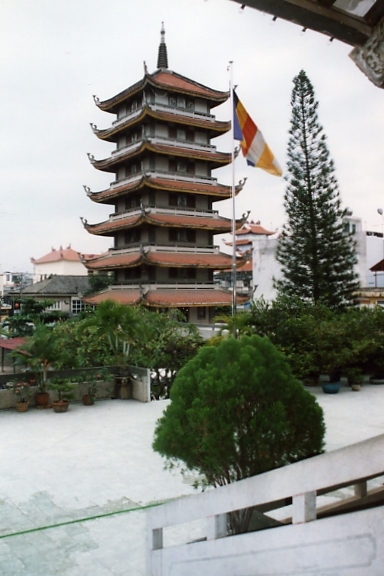
Tháp Quán Thế Âm cao 7 tầng

- Tháp Quán Thế Âm nằm bên trái (từ cổng nhìn vào trong) Phật điện, gồm 7 tầng, cao gần 40 m, được xây cùng lúc với chùa. Tháp hình vuông, mỗi cạnh đáy 6 m. Đỉnh tháp có 9 bánh xe vòng tròn và những hình khối tròn gọi là Long xa và Quy châu. Đây là ngôi tháp đồ sộ thuộc hàng bậc nhất trong các ngôi bảo tháp của Phật giáo Việt Nam [2].
- Tháp Xá Lợi Cộng đồng xây phía sau, bên trái (từ cổng nhìn vào trong) Phật điện, có 4 tầng, cao 25 m dựng năm 1982, hoàn thành năm 1984. Tháp cũng được xây theo một kiểu khá độc đáo. Có các cầu thang từ sân dẫn lên trên. Đây là nơi đặt di cốt của chư Phật tử quá vãng để thân nhân đến viếng.

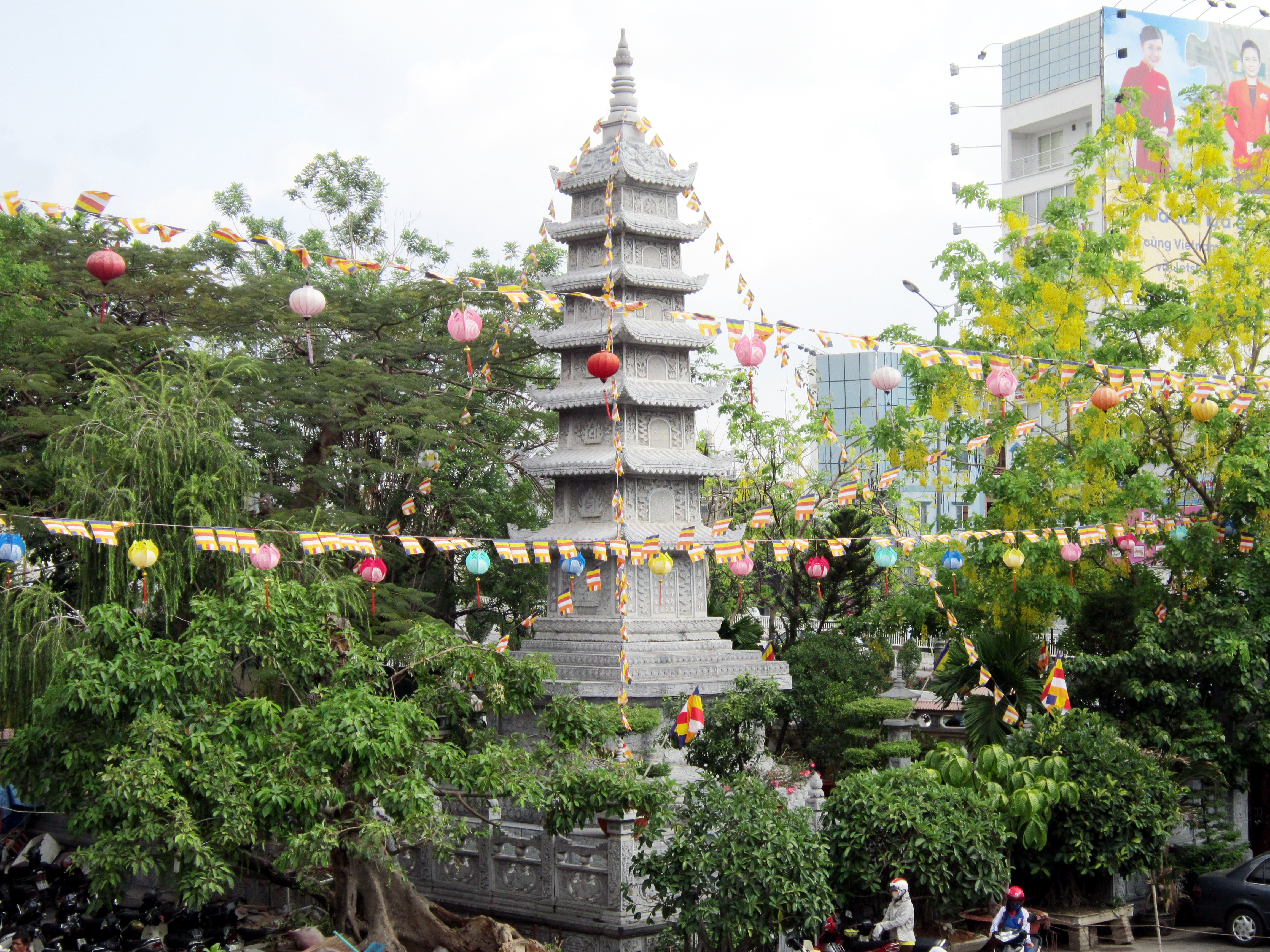
Tháp Vĩnh Nghiêm làm toàn bằng đá

- Tháp đá Vĩnh Nghiêm (vừa qua cổng, tháp ở bên phải) được khánh thành vào tháng 12 năm 2003, cao 14 m, là tháp thờ cố Đại lão Hoà thượng Thích Thanh Kiểm, một trong hai vị cao tăng có công sáng lập chùa. Đây được xem là ngôi tháp đá đầu tiên ở miền Nam, và cũng là ngôi tháp đá lớn nhất, cao nhất Việt Nam từ trước đến nay (2013) [3].

Ngoài ra, trong khuôn viên chùa còn có Khu Phương trượng nằm ở phía trong cùng, gồm dãy nhà hình chữ L, ôm bọc một hồ sen dùng cho khách thập phương nghỉ ngơi và tăng xá cùng một dãy dùng làm thành trai đường.
Chùa Vĩnh Nghiêm là nơi được nhiều người trong và ngoài nước, đến viếng và cúng bái.

## Sách tham khảo
- Lê Quang Ninh, Stéphane Dovert, Sài Gòn - Ba thế kỷ phát triển và xây dựng, Nhà xuất bản Thành phố Hồ Chí Minh, 2004.
- Trường đào tạo nghiệp vụ du lịch Sài Gòn, Kiến thức phục vụ thuyết minh du lịch, Nhà xuất bản Thành phố Hồ Chí Minh, 1995.
- Võ Văn Tường, Những ngôi chùa nổi tiếng Việt Nam. Nhà xuất bản Văn hóa-Thông tin, 1994.

## Ảnh

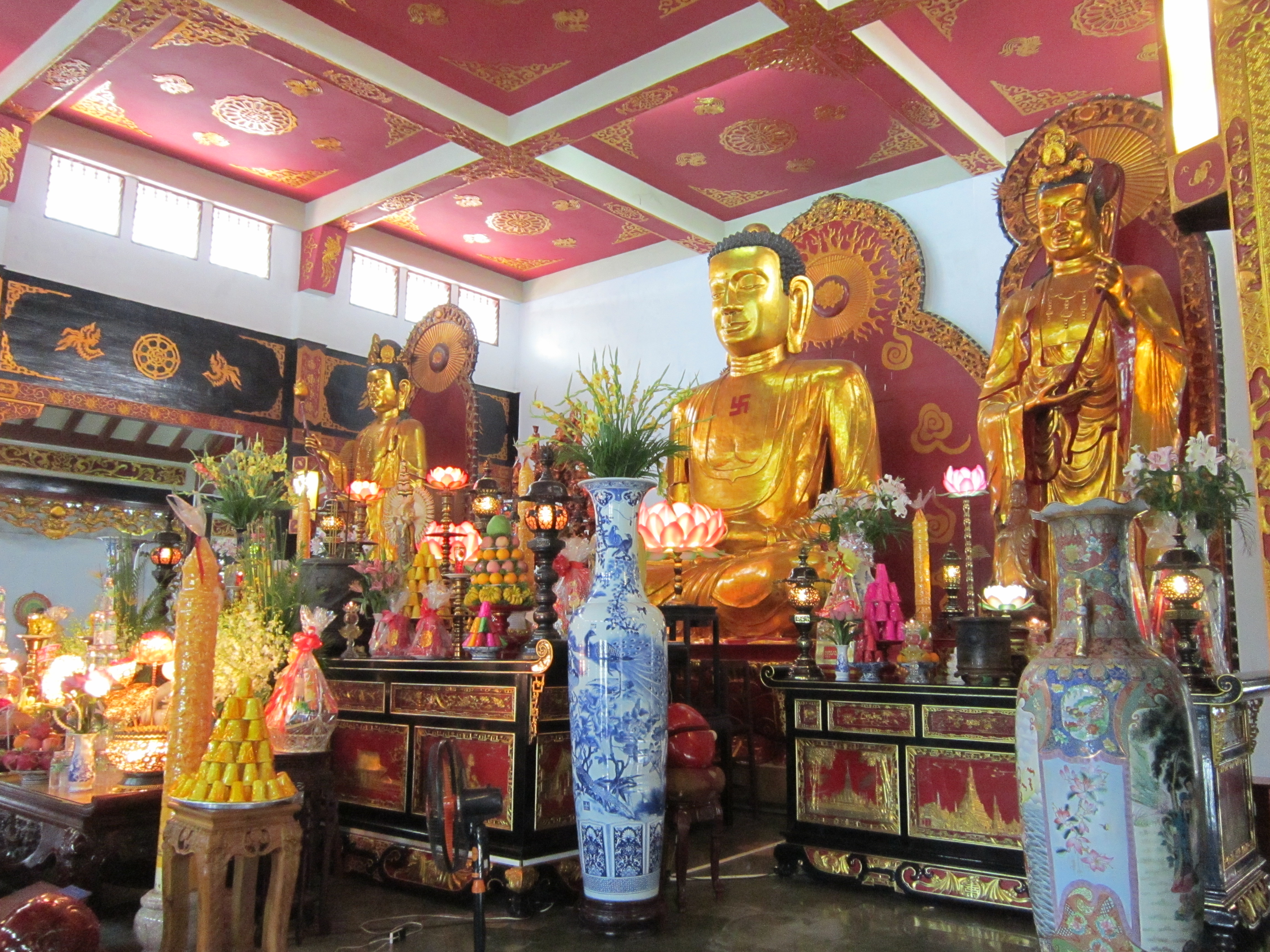
Bàn thờ chính trong Bái Điện, thờ Phật Thích Ca và hai Bồ Tát là Văn Thù và Phổ Hiền.
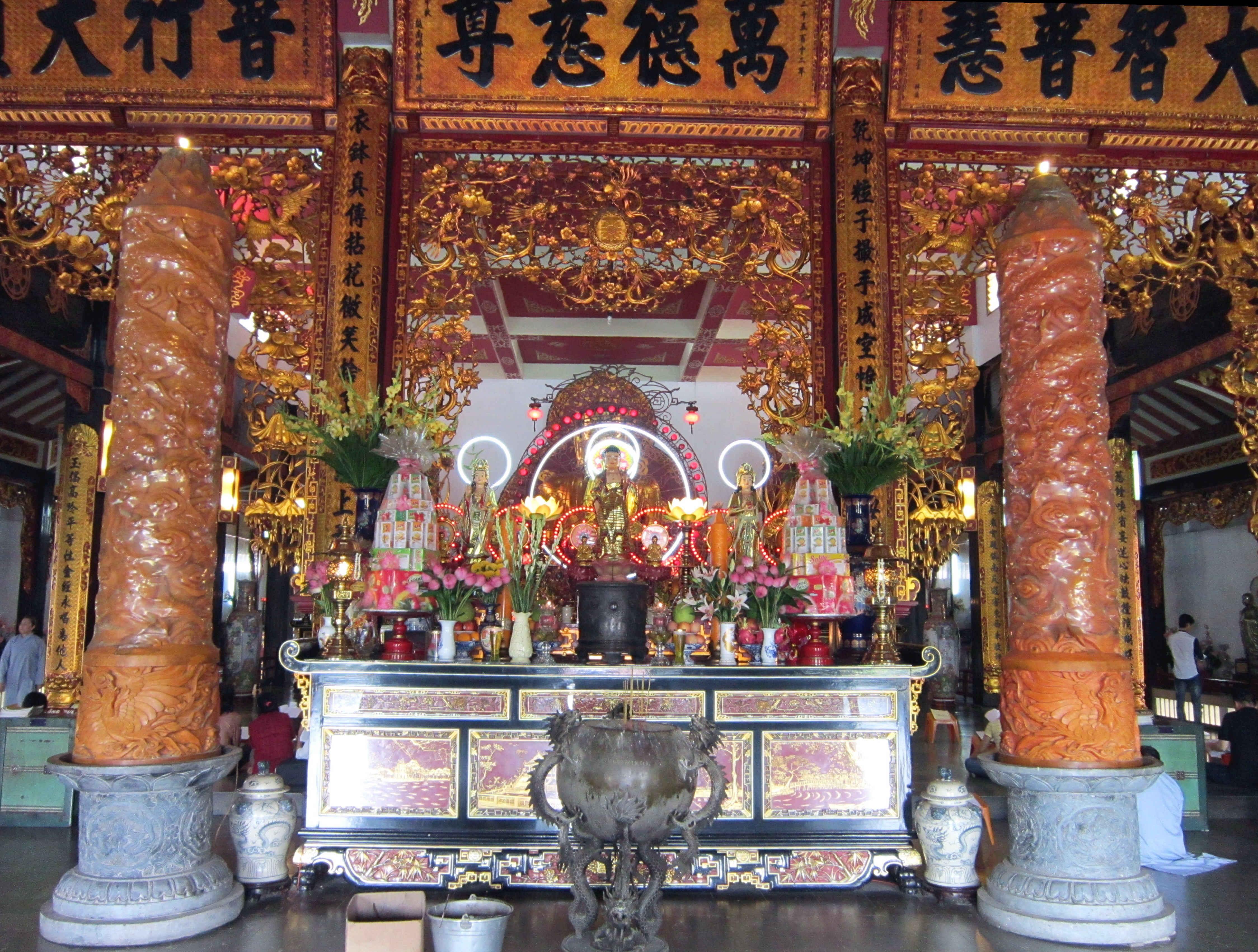
Bàn thờ chính trong Bản điện, thờ Phật A Di Đà.
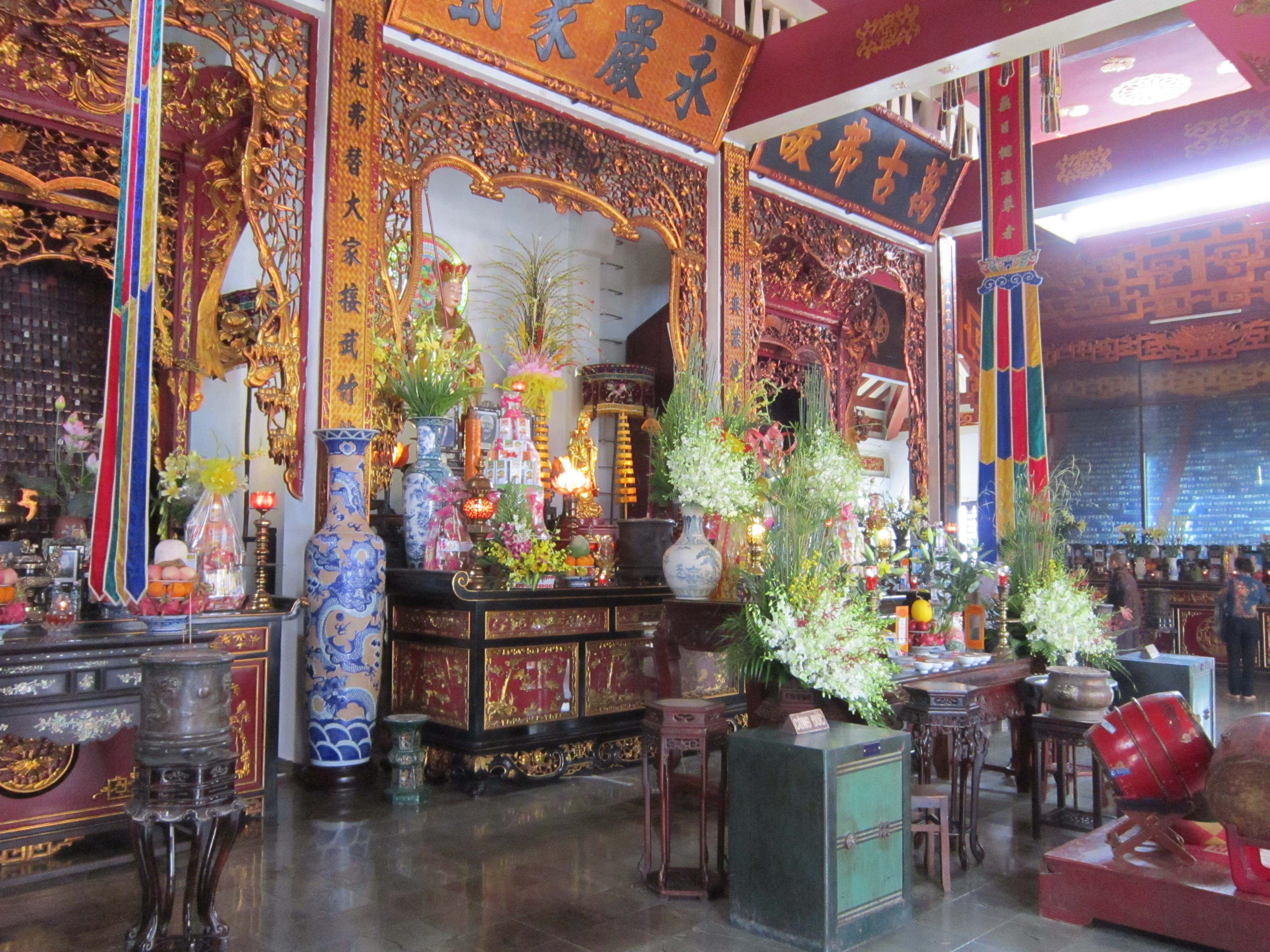
Bàn thờ chính trong Địa Tạng Đường, thờ Địa Tạng Bồ Tát.
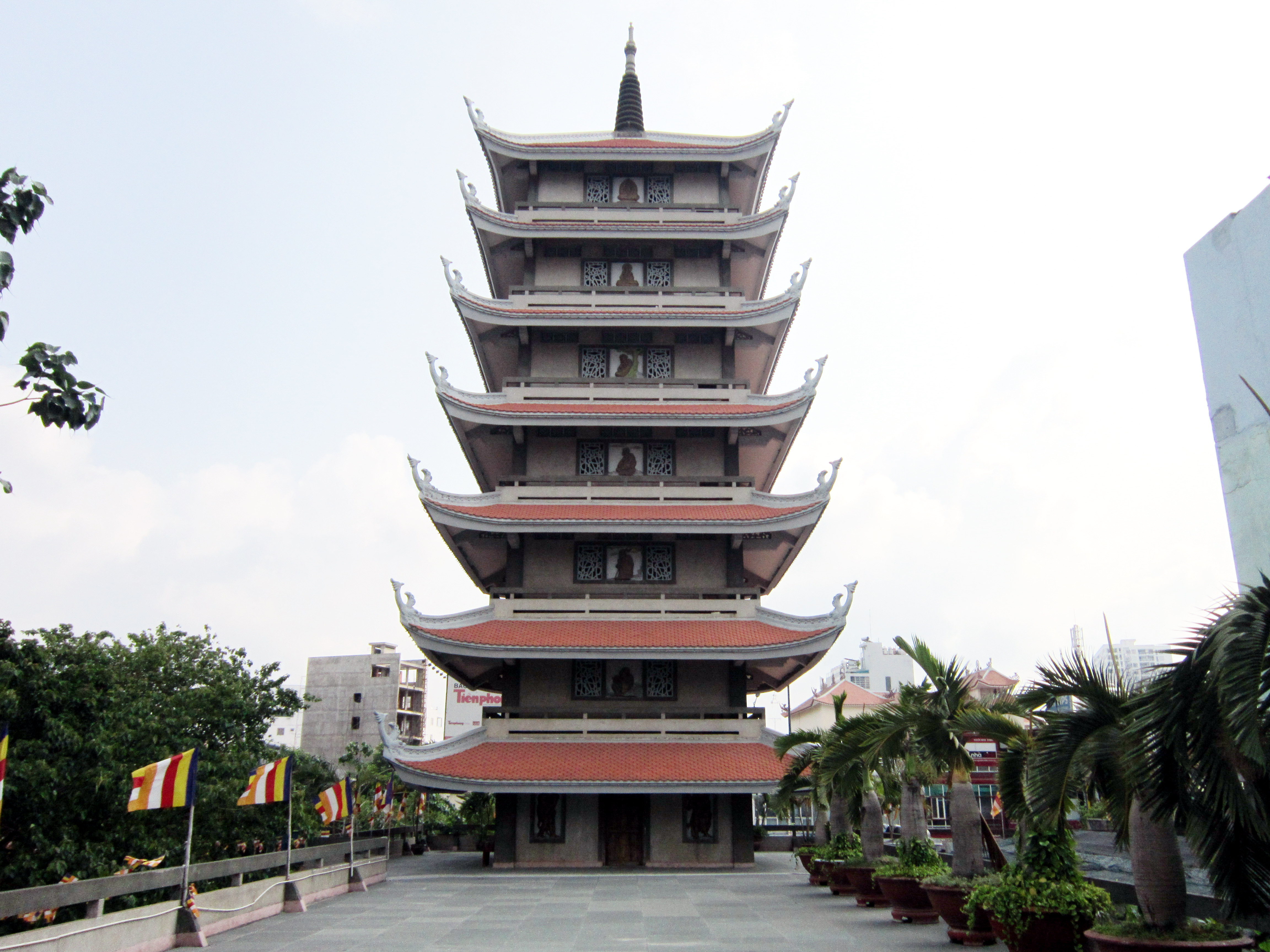
Tháp Quán Thế Âm (chính diện).
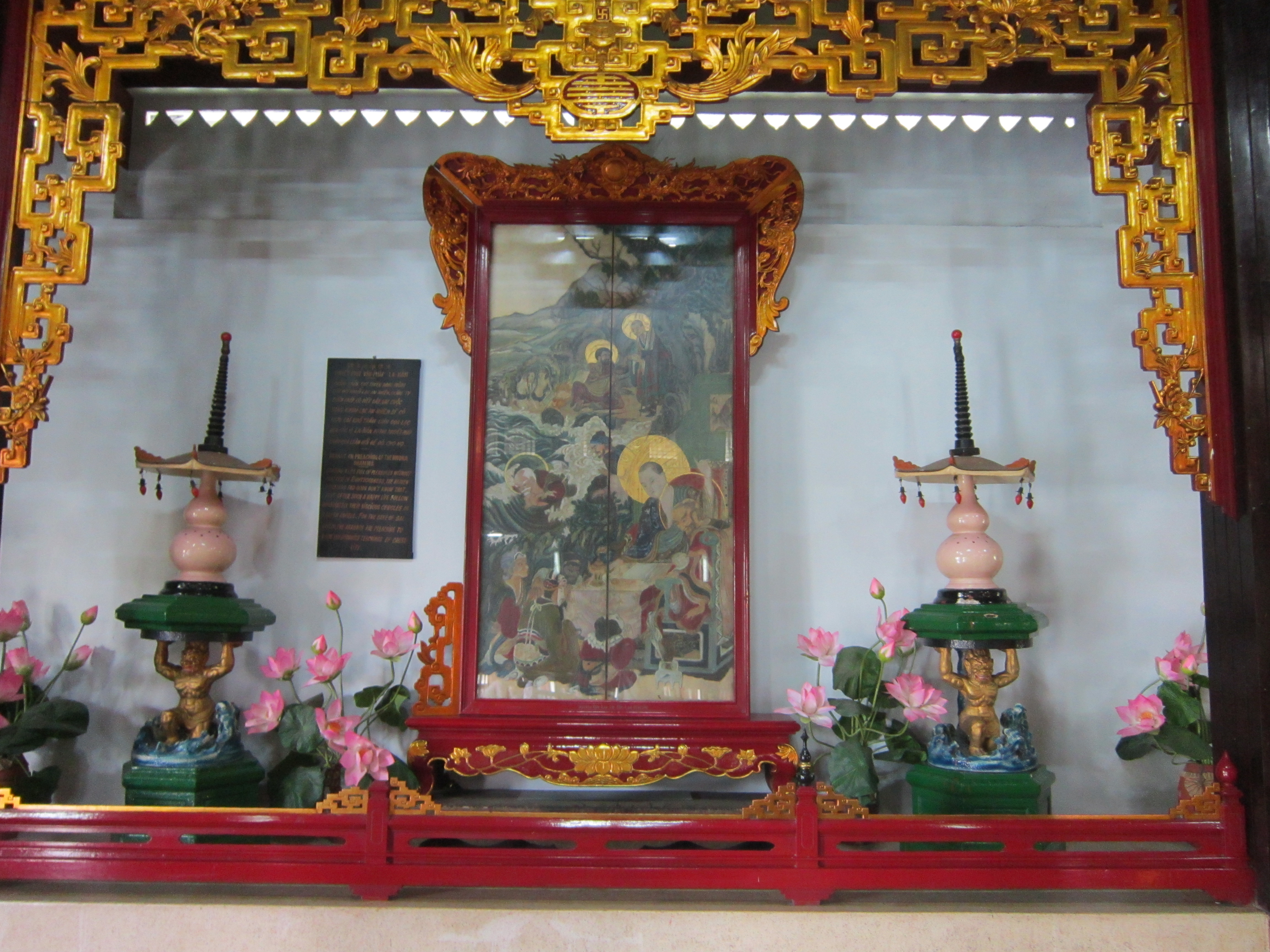
Một trong số tranh La Hán
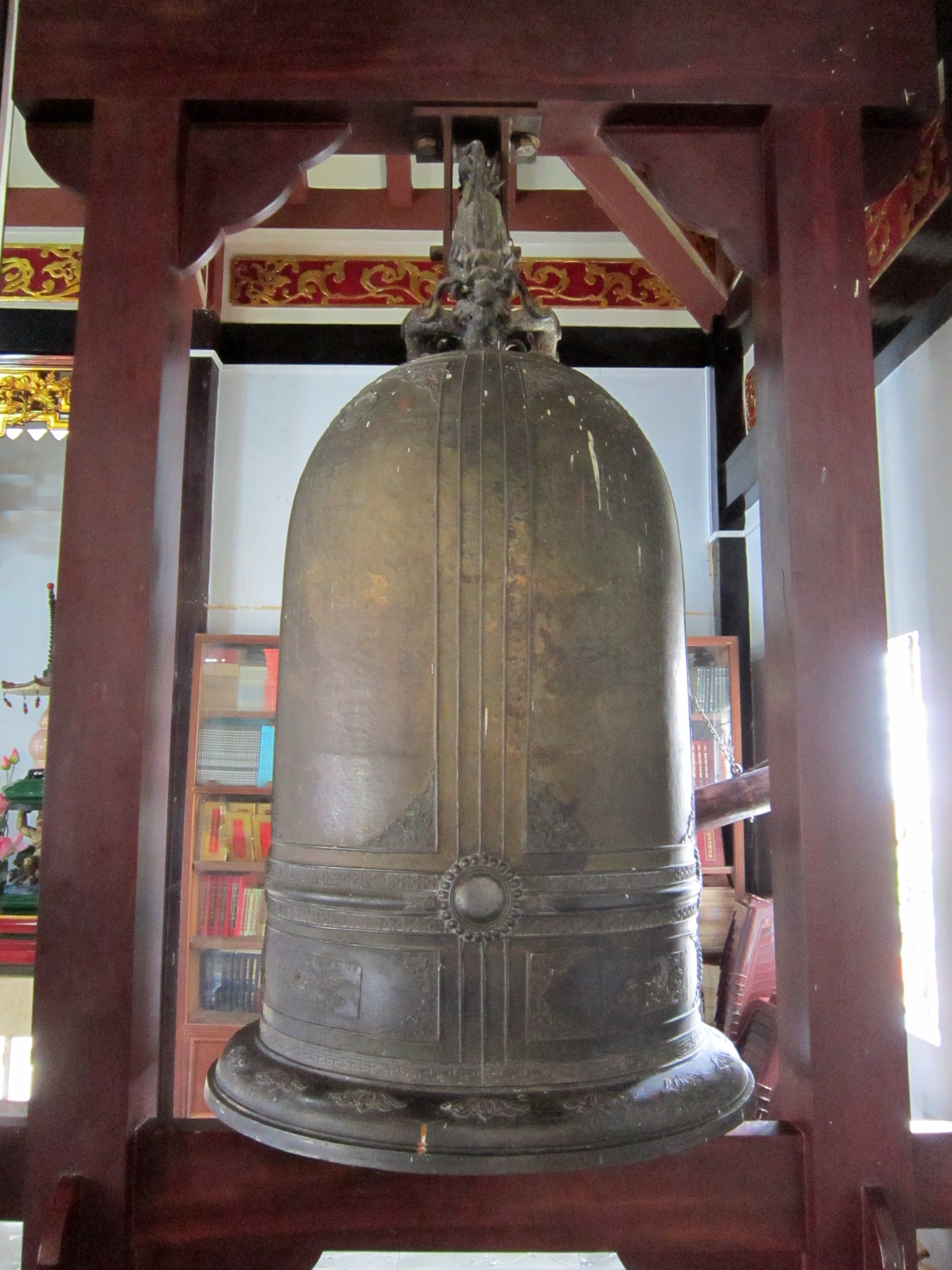
Chuông lớn trong Phật điện.
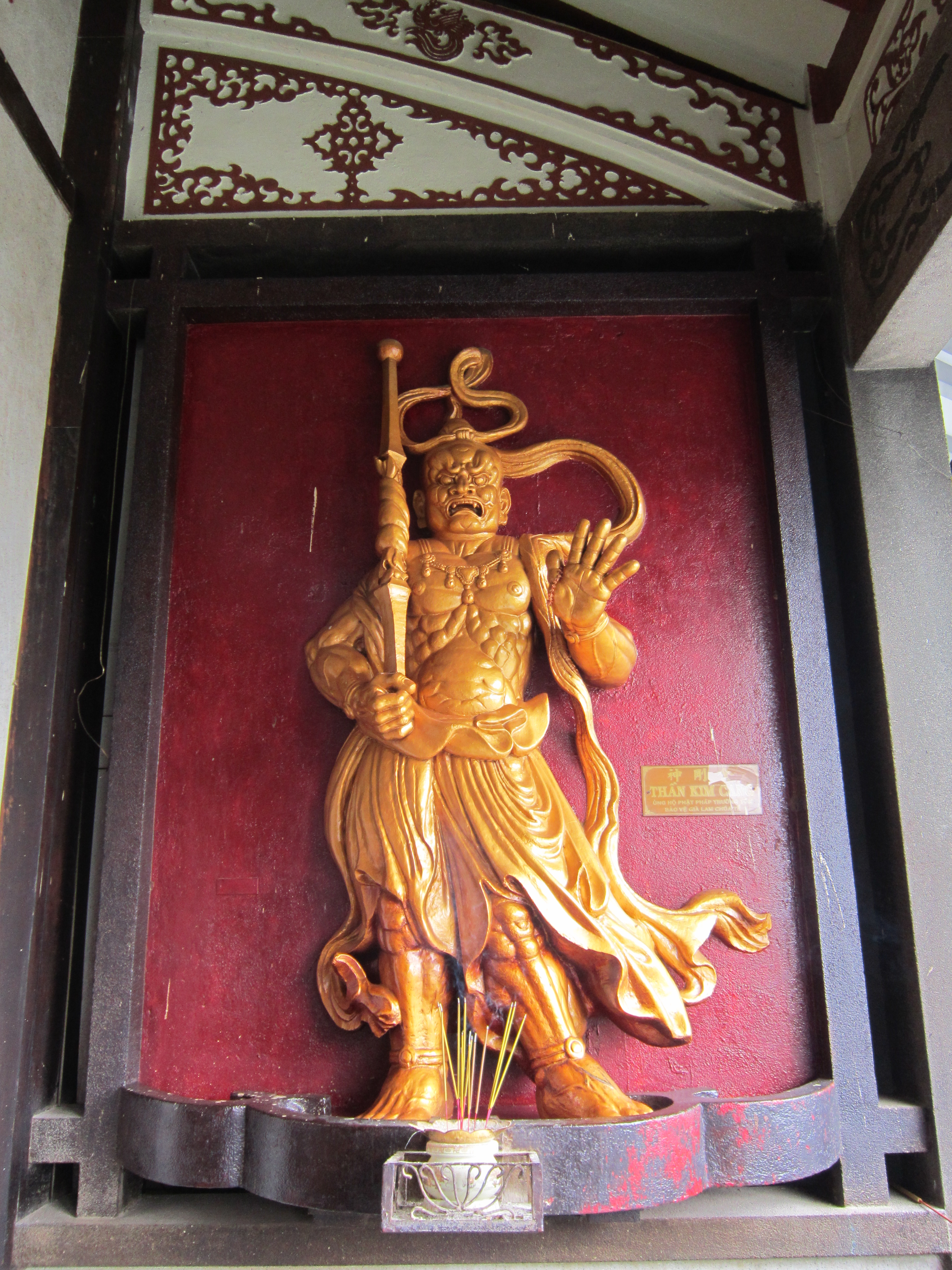
Một trong hai pho tượng Kim Cang.
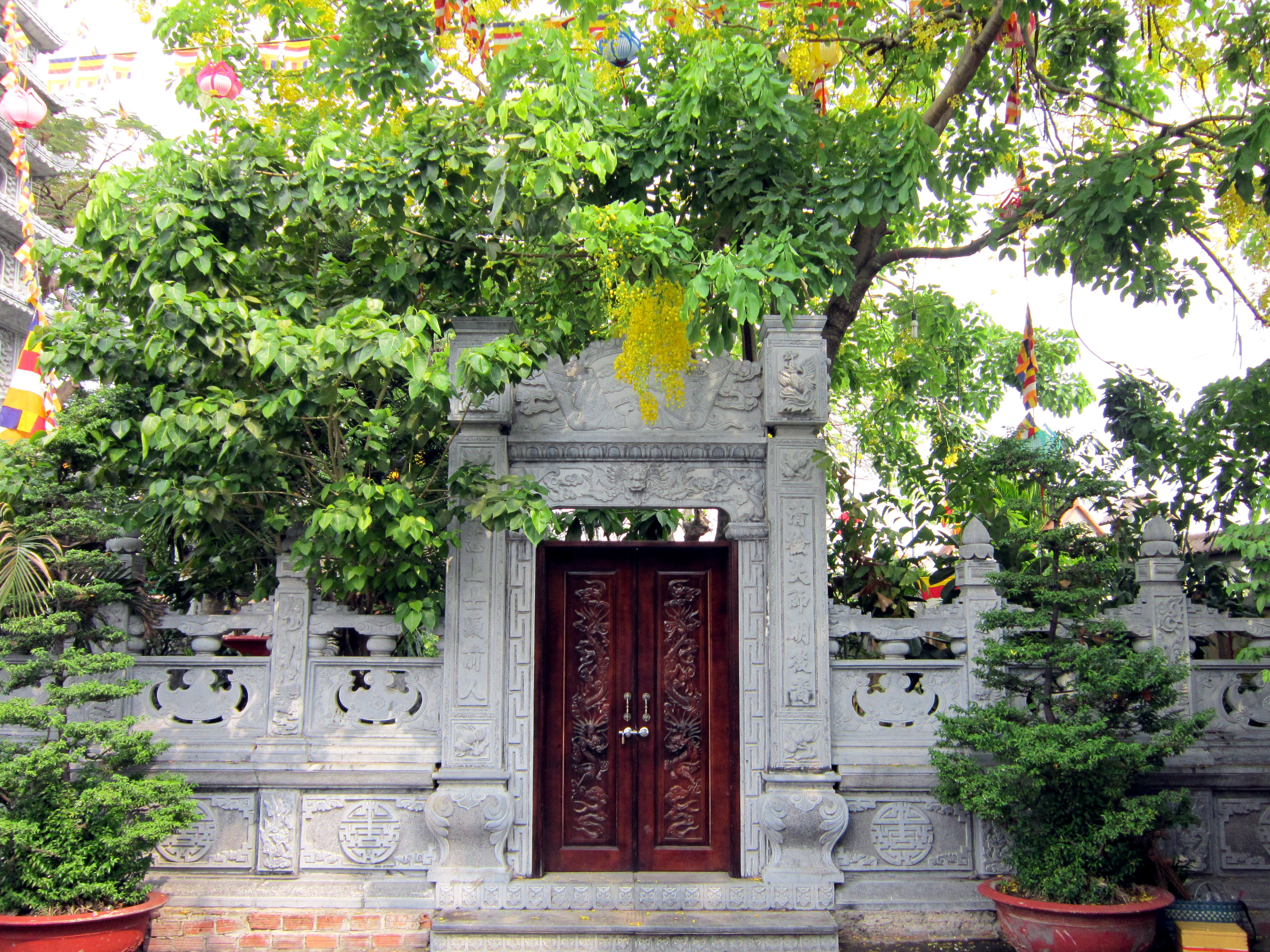
khuôn cửa và tường rào tháp Vĩnh Nghiêm cũng được làm bằng đá.
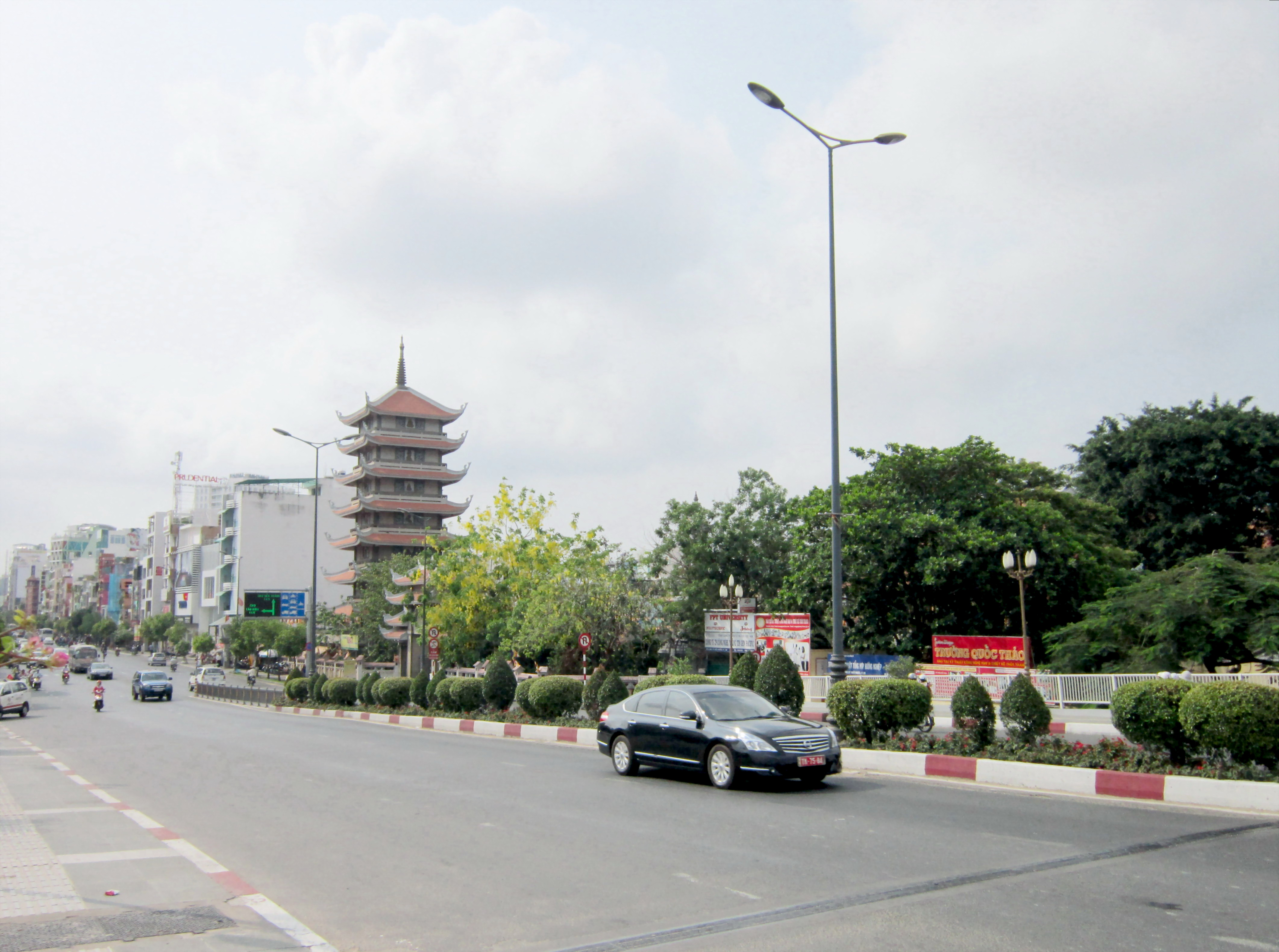
Đứng trên cầu Công Lý nhìn về phía chùa.